# Ptilorrhoa castanonota
Ptilorrhoa castanonota е вид птица от семейство Cinclosomatidae.

## Разпространение
Видът е разпространен в Индонезия и Папуа Нова Гвинея.